# Laranjeiras (ort)
Laranjeiras är en ort i Brasilien.   Den ligger i kommunen Laranjeiras och delstaten Sergipe, i den östra delen av landet, 1 300 km öster om huvudstaden Brasília. Laranjeiras ligger 49 meter över havet och antalet invånare är 23 251.
Terrängen runt Laranjeiras är platt. Runt Laranjeiras är det tätbefolkat, med 982 invånare per kvadratkilometer.. Närmaste större samhälle är Nossa Senhora do Socorro, 7,2 km sydost om Laranjeiras.
Omgivningarna runt Laranjeiras är en mosaik av jordbruksmark och naturlig växtlighet.